# Moré Galetovic
Moré Galetovic, född 1 mars 1968, är en friidrottare från Bolivia. Hon deltog vid olympiska sommarspelen 1992.